# Хвойник Федченко
Хво́йник Федченко (лат. Ephedra fedtschenkoae) — вид кустарников рода Хвойник (Ephedra) монотипного семейства Хво́йниковые, или Эфедровые (Ephedraceae).
Вид назван в честь российского ботаника Бориса Алексеевича Федченко.

## Распространение
В природе ареал вида охватывает Центральную Азию (Тянь-Шань, Памиро-Алай и Тибет).
Произрастает на галечниках и щебнистых склонах, поднимается в высокогорную область.

## Ботаническое описание
Кустарничек с подземным извилистым стволиком, оканчивающийся пучком восходящих желтовато-зелёных ветвей, диаметром около 1,5 мм и высотой 2—7 см, прямых или чаще искривленных; междоузлия длиной 1—1,5 см
Листочки в верхней половине свободные, широкие, молодые зеленовато-жёлтые, старые серые, в основании буроватые, редуцированные до влагалищ.
Мужские колоски на очень короткой ножке, обычно, четырёх—пяти-цветковые; пыльники в числе 6—7, на коротких ножках или почти сидячих на колонке. Женские колоски на очень коротких ножках или сидячие, одиночные или парные, двуцветковые; нижние прицветники длиной около 2 мм, приплюснутые, широко-овальные, верхние — на одну треть или до половины внизу сращенные, широкие, по краю узко-перепончатые, достигающие до половины длины внутренних.
Плоды ягодообразные, красные, длиной до 7 мм. Семена плоско-выпуклые, тёмно-бурые, блестящие, длиной около 4 мм, одно из них обычно менее развито.

## Таксономия
Вид Хвойник Федченко входит в род Хвойник (Ephedra) монотипного семейства Хвойниковые (Ephedrales) монотипного порядка Хвойниковые (Ephedrales).
|                                             |                   |                                               |                        |             |  |  |  |  |                      |  | ещё более 65 видов |
|                                             |                   |                                               |                        |             |  |  |  |  |                      |  |                    |
| монотипный порядок Хвойниковые (Ephedrales) |                   | монотипное семейство Хвойниковые (Ephedrales) |                        | род Хвойник |  |  |  |  |                      |  |                    |
| монотипный порядок Хвойниковые (Ephedrales) |                   |                                               |                        | род Хвойник |  |  |  |  |                      |  |                    |
|                                             | отдел Гнетовидные |                                               |                        |             |  |  |  |  | вид Хвойник Федченко |  |                    |
|                                             | отдел Гнетовидные |                                               |                        |             |  |  |  |  | вид Хвойник Федченко |  |                    |
|                                             |                   |                                               | ещё 2 порядка растений |             |  |  |  |  |                      |  |                    |
|                                             |                   |                                               |                        |             |  |  |  |  |                      |  |                    |